# Tokamak
Pour les articles homonymes, voir Tokamak (homonymie).

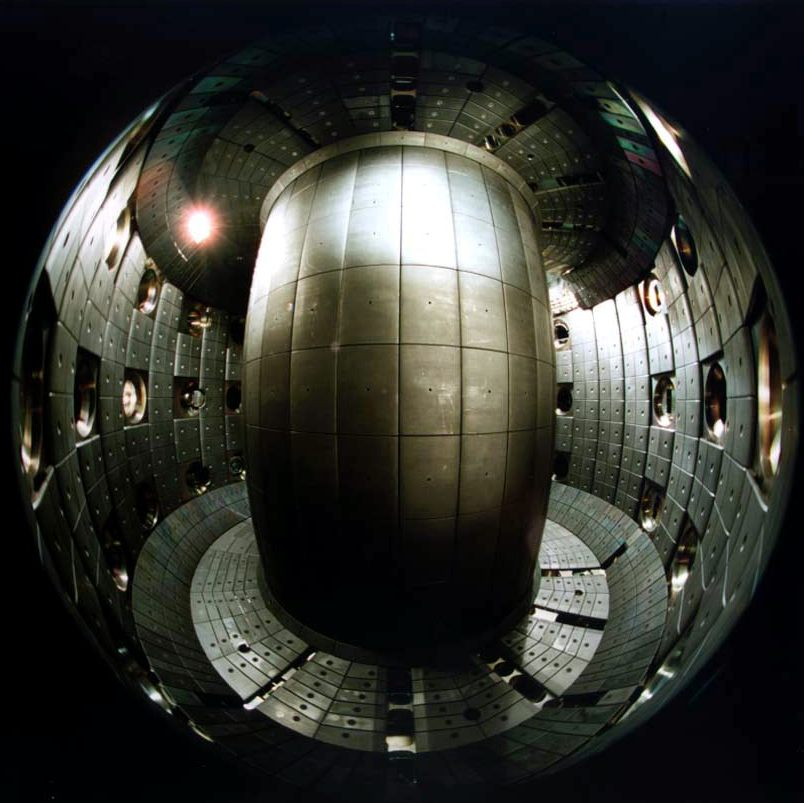
Vue intérieure du tore du Tokamak à configuration variable (TCV), dont les parois sont recouvertes de tuiles de graphite.

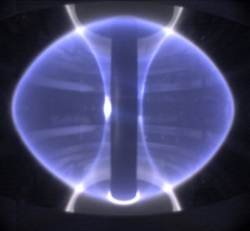
Plasma typique d'un tokamak sphérique le MAST.

Un tokamak est un dispositif de confinement magnétique expérimental explorant la physique des plasmas et les possibilités de produire de l'énergie par fusion nucléaire. Il existe deux types de tokamaks aux caractéristiques sensiblement différentes, les tokamaks traditionnels toriques (objet de cet article) et les tokamaks sphériques.
C'est une technologie candidate au développement d'une centrale de production d'électricité par fusion nucléaire fonctionnant selon le principe d'un échange de chaleur avec un fluide. Il convient néanmoins dans un premier temps de démontrer avec ITER que l'énergie produite par les réactions de fusion reste supérieure à l'énergie consommée pour maintenir le plasma en conditions (de réaliser ces réactions de fusion).
Inventé au début des années 1950 par les physiciens soviétiques Igor Tamm et Andreï Sakharov sur une idée originale du physicien Oleg Lavrentiev, l’acronyme tokamak vient du russe « тороидальная камера с магнитными катушками » (toroidalnaïa kamera s magnitnymi katouchkami : en français, « chambre toroïdale avec bobines magnétiques »). On rencontre – plus rarement – la graphie tokomak. Le premier tokamak, dénommé T1, a été construit à l'institut Kourtchatov à Moscou.
Le futur tokamak d'ITER mesurera 29 mètres de haut pour 28 mètres de diamètre et pèsera approximativement 23 000 tonnes.

## Principe

Une réaction de fusion nucléaire : la fusion du deutérium avec du tritium produit de l'hélium 4 et un neutron et libère de l'énergie.

À l'intérieur du tokamak, l'énergie qui est engendrée par la fusion des noyaux atomiques est absorbée sous forme de chaleur par les parois de la chambre vide. La fusion nucléaire permet à partir de deux atomes très légers (par exemple le deutérium et le tritium) de créer des atomes plus lourds. La réaction ne pourra jamais s'emballer, car ce n'est pas une réaction en chaîne. La moindre poussière dans le tokamak stoppera la réaction. Cette transformation produit un défaut de masse qui se manifeste sous forme d'énergie (selon E = mc2, où E est l'énergie produite en joules, m la masse disparue en kilogrammes et c la célérité de la lumière, en mètres par seconde).
Cet excès d'énergie pourrait se transformer en énergie thermique. Comme les centrales électrogènes classiques, une centrale de fusion hypothétique utilise cette chaleur pour produire de la vapeur, puis, grâce à des turbines et des alternateurs, de l'électricité.
ITER vise l'utilisation d'un mélange deutérium-tritium (D‑T) équimolaire.

## Conditions nécessaires
La fusion nucléaire nécessite que deux noyaux se rencontrent. Il faut donc :
- que les atomes soient débarrassés de leur enveloppe électronique, formant alors un plasma ;
- que ces noyaux soient amenés à se percuter, grâce au confinement ;
- que la percussion soit suffisamment violente pour que les atomes fusionnent (sinon, ils se repoussent, car ils sont chargés positivement), grâce à une température élevée.

Un autre critère est la vitesse de refroidissement naturelle du plasma lorsqu'on arrête de le chauffer. Plus le plasma est volumineux, plus le rapport « nombre d'atomes à la surface » sur le « nombre d'atomes à l'intérieur » diminue. Au bout du compte, il garde mieux sa chaleur et met plus de temps à se refroidir. Ce temps de refroidissement est appelé « temps de confinement » et explique notamment la taille relativement importante des tokamaks.

### Création d'un plasma
Une réaction de fusion s'obtient lorsque deux noyaux atomiques se rencontrent. Or, à l'état naturel sur Terre, les noyaux sont entourés d'un nuage électronique, le tout formant un atome. Le noyau est chargé positivement et le nuage électronique, négativement, l'atome résultant étant globalement neutre. Comme les pôles sud ou nord d'un aimant se repoussent, les nuages électroniques se repoussent et forment un bouclier pour les noyaux. La première étape consiste donc à séparer les noyaux de leur nuage électronique. Deux méthodes sont utilisées : abaisser la pression (comme dans les néons), ou chauffer le gaz (comme dans une flamme).
La deuxième étape consiste à remplir une chambre avec un gaz de deutérium-tritium (les réactifs) sous une très faible pression (seuls quelques grammes de matières suffisent à « remplir » uniformément la chambre du tokamak). Dans ce cas, le confinement est mécanique. Le gaz est ensuite chauffé par micro-ondes (selon le même principe que dans l'appareil domestique) : il va commencer à perdre des électrons. Les températures atteintes par le plasma vont rapidement devenir dangereuses pour les matériaux de la paroi de la chambre.

### Confinement du plasma
L'enjeu est de contrôler un plasma au cœur du tokamak, dans un volume limité et assez éloigné de tout élément solide, notamment la paroi de la chambre (qui brûlerait ou fondrait instantanément sous la chaleur).
Le concept initial consiste à confiner les particules dans un espace réduit, à l'intérieur de la chambre. Le plasma sera alors séparé des parois par du vide.

#### Confinement radial (solénoïde)

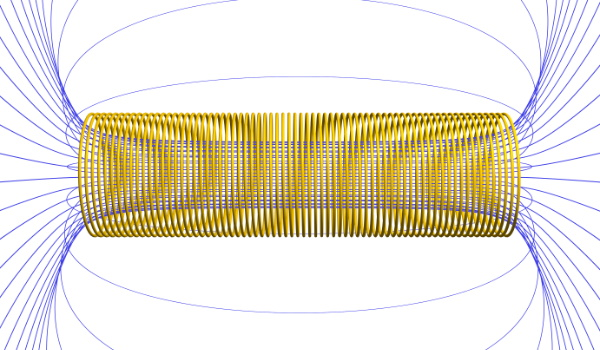
Schéma d'un solénoïde. En bleu, les lignes de champ, en jaune, les spires de la bobine.

Le plasma est constitué de particules chargées (ions et électrons) confinées dans un champ magnétique. À cette fin, la chambre est conçue comme un long tube, entouré d'une bobine de fil électrique formant un solénoïde. Ce solénoïde crée un champ axial (le long de l'axe du tube) et, grâce à la force de Lorentz, les particules se déplaçant dans la direction perpendiculaire au champ voient leur trajectoire devenir circulaire dans le plan radial. Cette direction correspond à une ligne de champ magnétique.
Plus exactement, les particules se déplacent non pas en ligne droite, mais en spirale le long de la ligne de champ. D'autre part, le solénoïde ne doit pas nécessairement être continu ; dans la pratique, on utilise des bobines de Helmholtz, qui sont plus simples à construire et qui permettent d'ajourer le solénoïde pour accéder plus facilement à la chambre interne.

#### Confinement en tore (champ toroïdal)
Il reste à assurer le confinement aux extrémités du tube. Pour cela, on referme le tube sur lui-même, créant un tore. Ce dispositif a cependant un inconvénient : le champ magnétique n'est pas aussi homogène que dans un solénoïde. Les spires du bobinage au niveau du grand rayon du tore (l'extérieur) sont moins serrées que celles à l'intérieur : plus la matière s'éloigne du centre du tore, moins elle est soumise au champ magnétique. Trois phénomènes apparaissent :
- le plasma va avoir tendance à s'aplatir le long du petit rayon du tore. Ainsi, la section du tore (initialement circulaire) va devenir un cercle aplati, c'est-à-dire une « poloïde » ;
- les particules parcourant le tore, la force centrifuge va les forcer à aller vers l'extérieur, où le champ magnétique est plus faible ;
- les particules se déplaçant également en spirale, le long de leur déplacement, elles ne sont pas à une distance constante du centre du solénoïde.

Finalement, ces deux derniers phénomènes décalent la spirale de telle sorte qu'après un tour les particules ne se retrouvent plus au même endroit : elles se sont décalées perpendiculairement au tore (toujours dans des sens opposés selon qu'on regarde les ions ou les électrons).

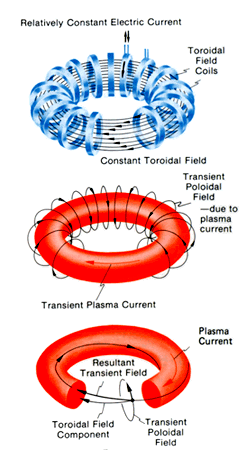
En haut : champ toroïdal. Au milieu : champ poloïdal. En bas résultante (champ « vrillé »). En bleu les aimants. En rouge le plasma.

#### Confinement poloïdal
Il faut donc un troisième confinement qui force les particules à reboucler au même endroit après un tour. Une solution est de faire vriller le plasma. Il faut alors créer une force capable de faire tourner le tore de particules sur lui-même (faire en sorte que le grand rayon devienne le petit rayon et vice versa). Deux solutions sont utilisées :
- tordre mécaniquement le tore en utilisant des aimants dont la forme est très complexe. Cette solution est retenue dans un stellarator ;
- tordre magnétiquement le tore avec un champ qui suit le cercle défini par la section interne du tore, solution retenue dans un tokamak.

Pour créer ce champ magnétique qui tourne autour du tore, les équations de Lorentz impliquent qu'un courant électrique doit circuler le long du tore. Le plasma étant ionisé, il forme naturellement un conducteur en forme d'anneau. On va alors considérer cet anneau comme le secondaire d'un transformateur constitué d'une spire. Concentriquement au tore et tout autour de ce dernier, on disposera des bobines circulaires pour former le primaire du transformateur. Le courant alimentant ces bobines sera donc alternatif et à une fréquence de l'ordre du hertz.
On aurait pu appeler ce champ « champ circulaire », mais, comme vu dans le paragraphe précédent, le tore d'un tokamak est aplati en son centre, sa section n'est plus un cercle, mais un cercle aplati, qui est une variété de poloïde. C'est pourquoi le terme utilisé est « champ poloïdal ».

#### Turbulences
Malgré le soin apporté au confinement magnétique, le plasma est un fluide sujet à des turbulences microscopiques et macroscopiques, qui ont des conséquences très importantes.
Les turbulences microscopiques, liées aux chocs des particules entre elles, brassent le plasma et contribuent à le refroidir (comme on tourne la cuillère dans son potage). Les températures élevées du plasma font que ces turbulences ont un impact non négligeable sur le temps de confinement et donc sur l'efficacité globale du réacteur.
Les turbulences macroscopiques surviennent lorsque tout le plasma bouge. Il peut osciller, se rapprocher de la paroi, voire être parcouru par des vagues. Si de la matière entre en contact avec les parois, on parle de perte de confinement (confinement disruption en anglais) ou plus généralement de disruption. Or, si les protubérances touchent la paroi du tokamak, cette dernière se voit très fortement chauffée et parcourue par d'intenses courants électriques (liés aux courants induits par les bobines poloïdales). Les conséquences peuvent aller jusqu'à la perte de l'intégrité du réacteur.

### Chauffage du plasma
Pour produire une réaction de fusion nucléaire, il faut chauffer la matière à de très hautes températures, atteignant environ 150 millions de  degrés Celsius. Dans ces conditions, les électrons se détachent complètement de leur noyau — on dit que l'atome s'ionise. La matière entre alors dans un état de plasma.
Afin d'obtenir de telles températures, plusieurs méthodes ont été expérimentées :
- l'utilisation de l'effet Joule produit par le déplacement des électrons, notamment lié au champ poloïdal (mais ce phénomène n'est plus très efficace au-delà d'une température de dix millions de degrés) ;
- l'injection et le confinement magnétique de particules préalablement accélérées dans un accélérateur de particules annexe ;
- l'utilisation de puissants lasers (effet Compton) ;
- l'utilisation d'ondes électromagnétiques aux fréquences caractéristiques du milieu plasmique (le principe d'échauffement pourrait être comparé à celui du four à micro-ondes).

Dans les réacteurs à fusion du futur, la température nécessaire pourrait être obtenue par une combinaison de ces méthodes.

### Bilan énergétique
Le bilan énergétique est mesuré par le facteur « Q », qui correspond au quotient de l'énergie libérée par la fusion divisée par l'énergie consommée, avec :
- énergie consommée : ensemble de la consommation électrique nécessaire pour maintenir le plasma à une température donnée ;
- énergie produite : chaleur rayonnée par le plasma (collectée par les parois et potentiellement utilisable pour produire de l'électricité).

On distingue différentes phases qui sont liées aux niveaux de confinement et de températures du plasma :
- Q = 0 Dans la phase transitoire d'échauffement, il n'y a pas de fusion, donc pas d'énergie produite ;
- Q < 1 Démarrage des réactions de fusion : Lorsque la température et le confinement atteignent les valeurs critiques, quelques noyaux finissent par se rencontrer avec suffisamment d'énergie pour fusionner, mais l'énergie produite ne compense pas l'énergie rayonnée (qui correspond au refroidissement naturel). Exemple : 50 MW de chauffage produisent 60 MW de chaleur, soit 10 MW liés à la fusion : Q = 0,2 ;
- Q = 1, le breakeven : les réactions de fusion produisent autant d'énergie qu'elles en consomment. Malheureusement, il faut toujours chauffer le plasma car 80 % environ de l'énergie rayonnée par la fusion traverse le plasma et ne contribue pas à son maintien en température. Techniquement, c'est un point arbitraire qui n'est pas relié à un phénomène physique. Il est cependant souvent utilisé comme objectif à atteindre ;
- Q = 5 : les réactions de fusion contribuent autant au chauffage du plasma que le chauffage externe ;
- Q = 20 : la qualité de la réaction (température/confinement) est proche de Q = ∞, mais si on arrête le chauffage externe, le plasma refroidit rapidement et les réactions s'arrêtent en quelques secondes ;
- Q = ∞, l'allumage (ignition en anglais) : 100 % de l'énergie nécessaire pour maintenir la température du plasma est issue des réactions de fusion. La conséquence directe est qu'il devient possible d'arrêter de chauffer le plasma et de continuer à observer les réactions de fusion.

Actuellement, le JET détient le record du plus haut facteur Q avec Q = 0,65[réf. nécessaire]. Le réacteur ITER en cours de construction est prévu pour atteindre théoriquement Q = 10 (et Q = 5 en fonctionnement continu).

## Fonctions supplémentaires
En plus de son rôle de four (chauffage) et de bouteille magnétique (confinement), un tokamak peut être équipé de deux éléments : une couverture tritigène et un « divertor ».
La couverture tritigène est un enrobage d'une partie de la paroi du tokamak avec du lithium qui, au contact des neutrons issus de la réaction de fusion, va produire du tritium (par fission du lithium). Cette solution a l'avantage de ne pas nécessiter de stocker du tritium (très cher à produire, radioactif et à faible durée de vie).
Le divertor intervient à la fin de la réaction pour dévier (« divert » en anglais) et séparer du plasma les déchets issus de la réaction (notamment l'hélium). Le divertor est généralement placé à la base du tore, le tore est alors étiré vers le bas (seconde déformation du poloïde). Cette configuration permet d'avoir un flux de plasma moins important en contact avec le divertor. Ce dernier est constitué de "cibles" régulièrement espacées qui viennent couper le flux de plasma. Les contraintes mécaniques et thermiques subies par le divertor sont extrêmes. Le divertor peut être équipé d'un revêtement tritigène.

## Avantages
Si une telle technologie parvenait à être mise au point, ses avantages seraient :
- une grande quantité de « carburant » fusible disponible : la matière fusible choisie est constituée de deutérium et de tritium. On trouve le deutérium (ou eau lourde quand cet isotope est combiné à l'oxygène) à l'état naturel (1 atome de deutérium pour 6 000 atomes d'hydrogène dans l'eau soit 30 mg/l d'eau). De plus, si l'on place dans des modules dits tritigènes[3] des atomes de lithium sur le chemin des neutrons de forte énergie produits par la fusion, il y aura d'une part fission du lithium 6 et production d'hélium et de tritium ; d'autre part fission du lithium 7 et production d'hélium, de tritium et d'un neutron. Ce neutron, ainsi régénéré, est d'énergie moindre que le neutron incident, mais est capable de fissionner à son tour le lithium 6. Le réacteur auto-produirait ainsi une partie de son combustible[3] ;
- une production d'éléments radioactifs à vie courte : le combustible est faiblement radioactif (tritium) et sa production reste confinée dans l'enceinte du réacteur. À la fin de vie du réacteur, les éléments radioactifs à recycler sont pour la plupart dits « à vie courte » : la demi-vie de la plupart des isotopes radioactifs dans ces déchets est inférieure à dix ans et, en un siècle, la radioactivité de ces matériaux aura suffisamment diminué pour permettre leur recyclage[4], ce qui est très peu par rapport aux millions d'années nécessaires à la désintégration des déchets à longue vie des centrales nucléaires actuelles, qui utilisent la fission de l'uranium ;
- un faible risque d'accident nucléaire majeur : étant donné les conditions strictes nécessaires à la fusion, toute anomalie dans l'état de la réaction provoquerait l'arrêt immédiat des réactions en cours. Il n'y aurait donc pas de risque d'emballement de la réaction. Selon le Rapport préliminaire de sûreté d'Iter, « même en cas de brèche accidentelle dans le Tokamak, les niveaux de radioactivité à l'extérieur de l'enceinte seraient encore très faibles »[5] ;
- un faible risque de contamination radioactive, dû aux faibles quantités de combustibles présents dans le réacteur (de l'ordre du gramme).

## Difficultés

### Difficultés technologiques
Cette technologie est encore au stade de la recherche et de l'expérimentation :
- La physique des plasmas n'est pas encore bien maîtrisée, et la configuration d'ITER doit être faite en grande partie sur la base de modèles intégrés complexes[6] alors qu'il est notamment très difficile de modéliser le comportement d'un plasma dans un confinement magnétique ;
- La gestion des microdébris, poussières et particules d'érosion produits par les disruptions pose également problème, car ils peuvent interagir avec le plasma. Il faut pouvoir les exporter[7] (et les décontaminer). Les petites instabilités du plasma (instabilités « en dents de scie » (sawtooth instability) semblent devoir être conservées et maîtrisées pour éviter l'accumulation d'impuretés dans le plasma[8] ;
- Les choix et l'utilisation des matériaux ne sont pas encore définis car les contraintes imposées sont nombreuses (stabilité aux radiations, importante durée de vie…). Et on ne connaît pour le moment aucun matériau capable de résister longtemps à ces conditions ;
- La chambre à vide d'ITER doit à la fois rester étanche mais alimentée en combustible (gaz et glaçons injectés) et débarrassée de ses impuretés. Le système de chauffage par faisceau de neutres (d'atomes neutres) utilisera du deutérium ou du protium ;
- Pour atteindre l'objectif d'une fusion auto-entretenue rentable, il serait nécessaire de confiner une grande quantité de plasma. La rentabilité des plasmas obtenus est liée à la taille des installations. Par exemple, la durée de confinement du plasma utile (fusible) varie avec le carré du grand rayon du plasma traité. Ainsi les coûts de construction et de maintenance de tels dispositifs seront très importants.

### Disruptions
Les disruptions sont des phénomènes connus depuis la réalisation des premiers tokamaks. Elles sont définies comme « des pertes violentes et très rapides (environ 20 ms) du confinement des plasmas de tokamak qui peuvent conduire à des endommagements de la structure du tokamak. Elles génèrent des charges thermiques sur les composants face au plasma, des forces électromagnétiques dans les structures de la machine et produisent des électrons découplés relativistes pouvant perforer l'enceinte à vide ».
Si le risque d'emballement (au sens où on l'entend pour une réaction de fission nucléaire) est a priori inexistant, celui d'apparition d'instabilités tridimensionnelles dites « disruptions » est inévitable et reconnu par le projet ITER, même en conditions normales de fonctionnement. Sans système de détection d'anomalie associé à un système d'atténuation, le plasma pourrait éroder, déformer, détruire ou faire fondre certains modules de couverture. Les ingénieurs cherchent donc à mieux comprendre les interactions entre particules rapides et les turbulences des plasmas toriques de fusion magnétique. Les porteurs du projet ITER estiment sur la base de modélisations récentes, et de « lois-ingénieurs » pouvoir les gérer (par injection massives de gaz nobles dans l'anneau du tokamak). ITER devra néanmoins être testé à des puissances progressives, car des flux d'énergie importants et destructeurs, avec possibilité d'érosion explosive pour les modules de la paroi du tokamak, peuvent se produire en situation d'instabilité ; le plasma chaud (T = 1-20 keV) qui sera produit dans le tokamak d'un réacteur à fusion agirait alors sur le graphite et le tungstène de la couverture de manière différente, avec un flux d'énergie allant jusqu'à 140 MJ/m2 pouvant attaquer les matériaux de couverture avec « des valeurs beaucoup plus élevées que celles dans le cas de l'érosion sous l'effet d'un plasma avec une température plus basse, mais avec la même densité énergétique ». Enfin, les dégâts, particules et débris d'érosion d'échelle atomique de ces accidents doivent pouvoir être réparés et nettoyés par le système de décontamination dans des délais compatibles avec l'exploitation à des fins de production énergétique. 
Une vanne d'atténuation des perturbations rapides a été récemment ajoutée au JET pour y étudier l'atténuation par injection massive de gaz. Elle a permis d'étudier les effets de plusieurs sortes de gaz et taux d'injection, au regard des délais et de leur efficacité en termes d'atténuation.
Selon deux thèses récentes (Reux 2010 et Thornton 2011), plus le tokamak est puissant, plus les instabilités du plasma ont des conséquences importantes. Chaque génération de tokamak utilise une intensité plus importante. En cas de disruption dans ITER, une brève décharge pourrait atteindre environ 11 millions d'ampères appliqués en une sorte de coup de foudre sur une surface de quelques dizaines de centimètres, avec le risque de détruire le matériau de couverture de manière bien plus importante que dans les premiers tokamaks expérimentaux, voire l'étanchéité du tore. Selon la thèse soutenue par Andrew Thornton à l'université d'York en janvier 2011, « Les conséquences des disruptions dans les tokamaks de la prochaine génération sont sévères, et les conséquences d'une disruption dans une centrale électrique tokamak seraient catastrophiques ».
Elles sont aujourd’hui présentées comme un « risque majeur » pour les prochaines générations de tokamaks dont ITER, qui seront beaucoup plus puissants que les précédents et qui ne pourront tolérer les effets caloriques et électromagnétiques des disruptions, pas plus que les flux d'électrons découplés à haute énergie (runaway electrons).

#### Gestion et «amortissement des disruptions»
Les concepteurs des futurs réacteurs expérimentaux (ou de futur tokamaks de puissance destinés à produire de l'électricité en routine, encore théoriques) estiment aujourd'hui ne pas pouvoir éviter les disruptions. Ils cherchent donc à les « amortir », c'est-à-dire à en limiter les effets destructeurs (deux thèses récentes ont porté sur ce sujet, s'appuyant sur des modélisations et des expériences conduites dans les tokamaks Tore Supra et JET). Pour cela, les ingénieurs prévoient notamment des systèmes d'injection massive de gaz qui, s'ils sont injectés assez tôt et de manière assez homogène (la disruption peut se produire en quelques millisecondes, et le plasma est alors très turbulent), doivent freiner et/ou totalement inhiber la production d'électrons découplés à haute énergie. 
- Des gaz légers et nobles (hélium par exemple, qui est lui-même le principal sous-produit de la fusion) inhibent la production de tels électrons découplés.
- L'injection de gaz plus lourds permettrait aussi de dissiper par rayonnement et moins violemment une partie de l'énergie thermique du plasma.
- Tous les gaz injectés affaiblissent les forces électromagnétiques.
- Divers mélanges de gaz — dont légers et lourds en mélange : He, Ne, Ar, He/Ar[16]) en dosages variés (de 5 à 500 Pa m3)[16] — ont déjà été testés en tokamaks expérimentaux sur des plasmas sains (en prévision de la réalisation d'ITER). Ils n’ont pratiquement pas été testés sur des plasmas déjà pré-disruptifs. Les conditions réelles de l'intérieur du tokamak d'ITER ou des futurs réacteurs de puissance ne peuvent à ce jour qu'être approchées par la modélisation. Les conditions de température et de pression y seront très supérieures à celles qu'on trouve dans le soleil. À ce jour, des simulations d'injections massives ont été faites (avec le code 3D MHD Jorek couplé à un modèle de fluide neutre)[9], qui laissent penser que « la croissance des instabilités MHD est plus rapide lorsque de grandes quantités de gaz sont injectées et que les surfaces rationnelles sont successivement ergodisées lors de la pénétration du front de densité dans le plasma, conformément aux observations expérimentales »[9]. « Ces instabilités MHD du plasma augmentent le transport radial du gaz ionisé vers le centre, mais empêchent la propagation des neutres au-delà d'une surface critique »[9].

### Bilan du tritium
Le fonctionnement d'un réacteur industriel consommerait des quantités importantes de tritium (56 kg par GWth et par an).
Pour les premières expérimentations, le stock produit par les réacteurs CANDU existants devrait suffire. Il est ensuite prévu que les réacteurs à fusion expérimentent une auto-production de tritium : une couverture tritigène arrosée par le flux neutronique pourrait produire assez de tritium pour les besoins du tokamak.
Une solution envisagée par Richard Majeski est de produire une barrière de lithium liquide autour du plasma. On a pour cela déjà testé un flux de 40 MeV pénétrant une cible constituée d'un flux de lithium liquide (Li target) circulant à 15 mètres par seconde, et on doit expérimenter la stabilité d'un flux de lithium liquide circulant à une vitesse de 20 m/s sous vide (10−3 Pa) dans une installation (ELTL) qui contiendra 5 m3 de lithium liquide. Dans ITER, en fonctionnement normal, ce lithium devrait être bombardé par un flux neutronique estimé à environ {\displaystyle 10^{19}}neutrons de haute énergie émis par centimètre carré et par seconde.
Cependant, cette auto-production est très problématique, parce que le bilan neutronique est très défavorable. En effet, la production d'un atome de tritium à partir de lithium consomme un neutron, et la fusion ultérieure de cet atome ne produit qu'un seul neutron. Pour compenser les fuites inévitables de neutrons, il faut d'une manière ou d'une autre introduire une étape intermédiaire multipliant le nombre de neutrons.
Le bilan neutronique doit être augmenté par l'ajout de matériaux multiplicateurs de neutrons comme le plomb ou le béryllium,, voire des isotopes fissiles. Cette solution a l'inconvénient de produire des déchets nucléaires du même type que ceux produits par les centrales nucléaires actuelles, alors même que l'un des objectifs avancés pour la fusion nucléaire est d'être une énergie « propre ».

### Maîtrise de la radioactivité
Le tritium pose le problème de sa diffusion élevée dans les différents matériaux (risques significatifs de fuites et d'absorption dans les matériaux). Cela complique d'autant le choix de ces matériaux et des systèmes de décontamination du tritium (détritiation). Une installation comme ITER nécessitera plusieurs barrières de confinement et traitement du tritium dans chaque composant impliquant la présence de tritium. Des systèmes de détritiation de l’atmosphère et de la ventilation sont nécessaires, impliquant une unité de l'installation entièrement consacrée à ce gaz, dite « Bâtiment tritium » spécialement consacrée au traitement du combustible deutérium-tritium.
Le flux de neutrons induit une radioactivité d'activation dans les matériaux entourant le plasma (plaques de protection du pilier central et de l'anneau, qui contribuent aussi à entretenir la production de tritium par bombardement du lithium qu'elles contiennent, dans une des solutions retenues) et des disruptions dans le plasma peuvent périodiquement endommager des éléments de la paroi (par bombardement de particules à haute énergie notamment), qu'il faut alors pouvoir changer. Le bâtiment cellule chaude du projet ITER sera en partie dédié à cette maintenance.

## Tokamaks dans le monde

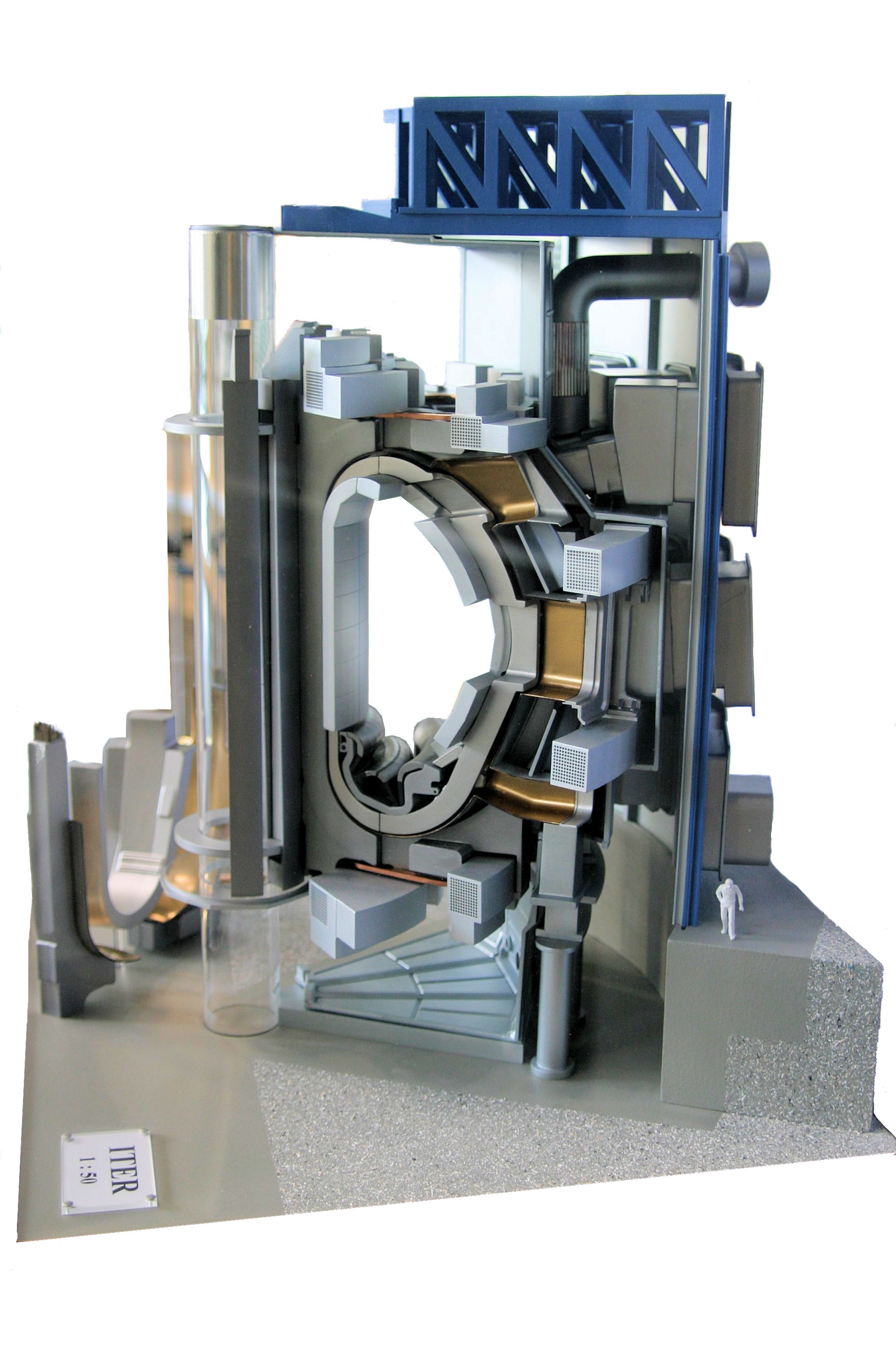
Maquette d’ITER.

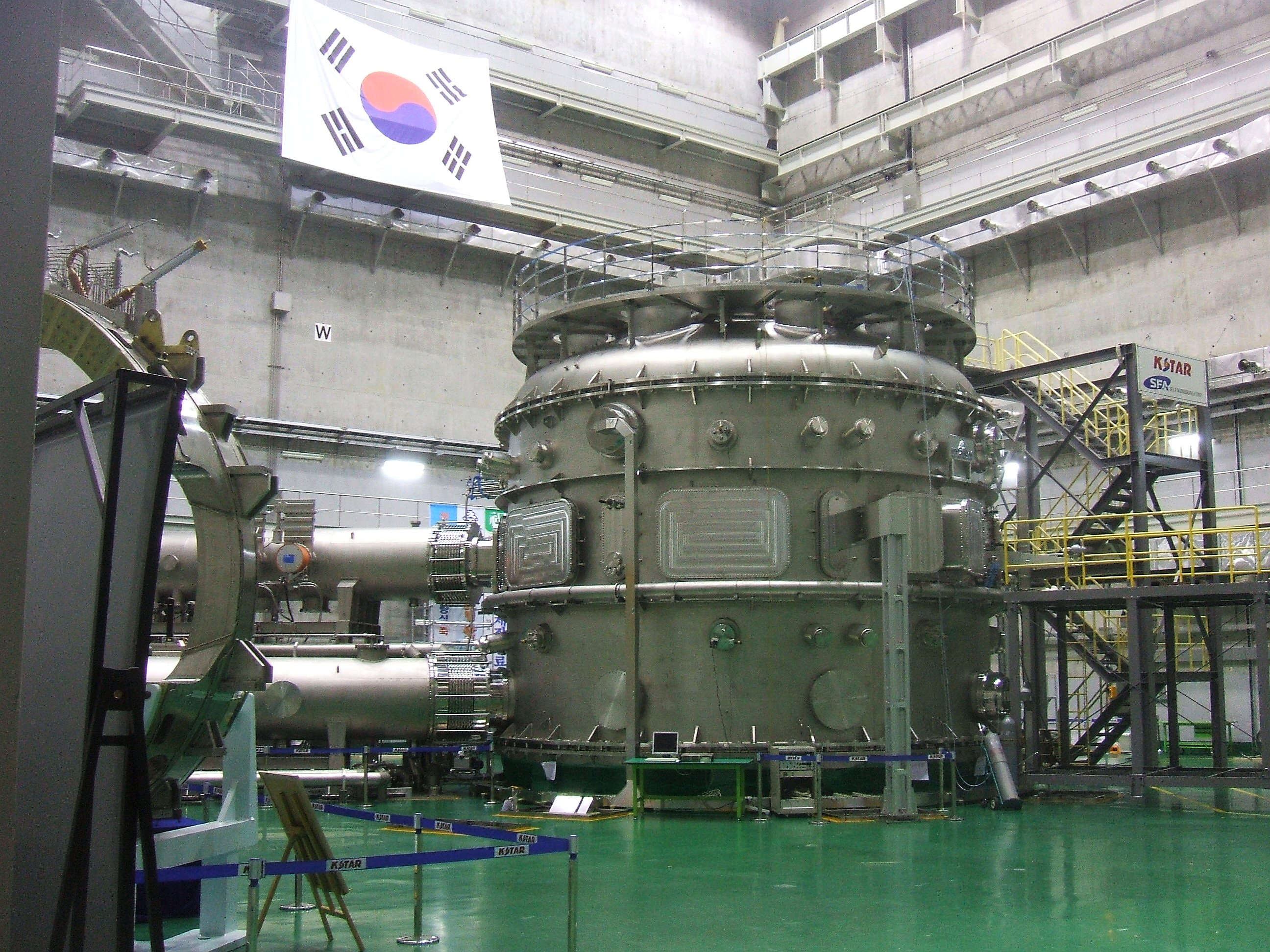
KSTAR, en construction à Daejeon (Corée du Sud).

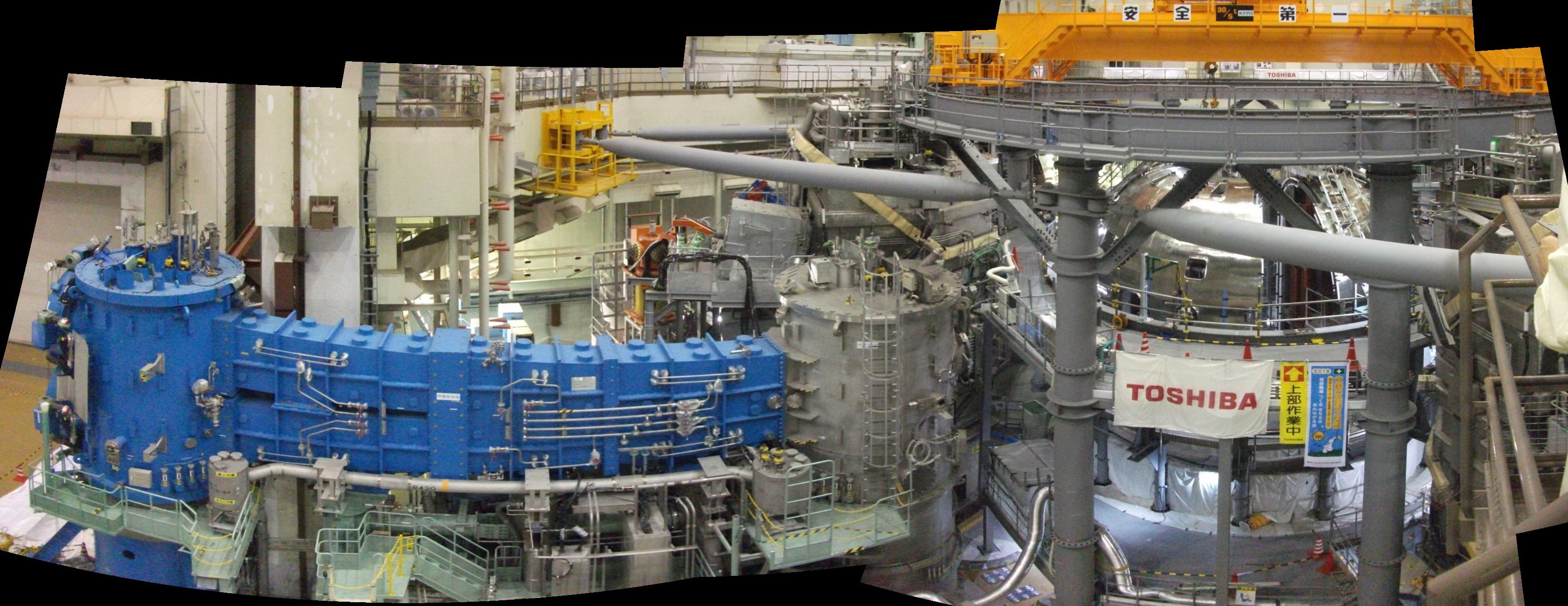
JT-60SA, en construction à Naka (Japon).

Environ 200 tokamaks ont été construits dans le monde depuis le T1 russe en 1958.
Quelques tokamaks actuellement en fonctionnement  :
- Experimental Advanced Superconducting Tokamak (EAST), à Hefei, Chine, opérationnel depuis 2006, premier Tokamak dans le monde qui a réussi à produire un plasma stable en mode H pour 100 secondes pour plus de 50 millions de Kelvin (juillet 2017) ;
- Korean Superconducting Tokamak Advanced Research (KSTAR) à Daejeon ;
- Joint European Torus (JET), basé à Culham au Royaume-Uni ;
- Tore Supra, devenu WEST en 2016, basé à Cadarache en France ;
- Asdex et son amélioration Asdex-Upgrade, conçu en Allemagne dans les années 1980 ;
- Doublet et son amélioration DIII-D, conçu aux États-Unis dans les années 1980 ;
- JT-60SA, le successeur de JT-60, inauguré en 2023 sur le site de Naka, projet mené par l'Union européenne et le Japon[23].

Premiers prototypes :
- Tokamak T1, construit en URSS en 1958[22] ;
- Tokamak T3, conçu en URSS dans les années 1960 ;
- T 10, conçu en URSS dans les années 1970 (toujours en exploitation) ;
- Tokamak de Fontenay-aux-Roses (TFR)), conçu en France dans les années 1970 ;
- PLT, conçu aux États-Unis dans les années 1970 ;
- TFTR, conçu aux États-Unis dans les années 1980, aujourd'hui fermé.

De nombreuses autres expériences sont en fonctionnement, chacune possédant ses particularités :
- MAST et Compass D en Angleterre ;
- COMPASS (ayant remplacé CASTOR depuis 2004) à Prague en République tchèque ;
- FTU en Italie ;
- Tokamak à configuration variable, ou TCV, basé à l'École polytechnique fédérale de Lausanne en Suisse ;
- Alcator CMod aux États-Unis ;
- TdeV au Canada, aujourd'hui fermé.
- SPARC, près de Harvard, États-Unis.

Plusieurs tokamaks sont construits ou envisagés dans le but d'étudier la viabilité d'un tokamak industriel permettant la production  d'électricité à bas coût et de manière écologique :
- Joint European Torus (JET), situé à Culham au Royaume-Uni, est un projet européen ;
- Tokamak Experiment for Technology Oriented Research (TEXTOR) en fonctionnement de 1963 à 2013, auquel collaborent plusieurs groupes de recherche : international (IAEA), américains (SNL, ORNL, Université de Californie), japonais et allemands qui participent au démantèlement par manque de financement européen ;
- ITER (International Thermonuclear Experimental Reactor) est un projet international dans lequel participent 35 pays et qui est en cours de construction à Cadarache (France), l'Europe devant couvrir 50 % des coûts de construction du réacteur[18].

Des tokamaks industriels, dont les spécifications et la mise en œuvre sont propres à chaque pays participant au projet ITER, forment le projet Demo. Leurs constructions s'appuieront sur les connaissances des tokamaks, acquises par ITER ou non, et succéderont à ITER vers 2040. Les différents tokamaks du projet Demo seront plus volumineux encore et couplés à une centrale à vapeur pour produire de l'électricité et valider le concept dans un contexte opérationnel. L'expérimentation de la fusion avec ITER n'ayant pas encore eu lieu en 2025, le projet Demo est spéculatif et évolutif selon le déroulement des recherches au niveau des différents tokamak expérimentaux. Ce sont :
- Chine : CFETR China Fusion Engineering Test Reactor ;
- Corée du sud : K-DEMO ;
- UK : STEP Spherical Tokamak for Energy Production (tokamak sphérique mast) ;
- Russie : Demo FNS Spherical Tokamak for Energy Production (utilisation de thorium) ;
- Japon : Japan DEMO reactor.

## Technologies voisines
Un tokamak vise à maîtriser le confinement des plasmas. Il existe d'autres méthodes pour arriver à cela :
- à fonctionnement continu (pièges) :
  - bouteilles magnétiques,
  - stellarator ;
- à fonctionnement impulsionnel :
  - confinement inertiel par striction axiale (Z-pinch),
  - confinement inertiel par laser (mégajoule).